# Сегед
Сегед (на унгарски: Szeged) е град в Южна Унгария, административен център на област Чонград. С население от 160 766 души (2019), градът заема третото място по големина в страната. Отстои на 162 км от столицата Будапеща.
С население около 161 000 души (2014) той е четвърти по големина в страната след Будапеща, Дебрецен и Мишколц.

## География
Разположен е на река Тиса, южно от вливането в нея на р. Муреш.
В близост до Сегед преминава главната шосейна магистрала E75, свързваща Западна и Централна Европа с Балканския полуостров и Близкия изток. Сегед има стратегическо местоположение, тъй като се намира еднакво близо както до сръбската, така и до румънската граница.
Климатът на Сегед е умерено континентален, със студени зими, горещи лета и сравнително малко дъждове.
| Сегед                              | Сегед | Сегед | Сегед | Сегед | Сегед | Сегед | Сегед | Сегед | Сегед | Сегед | Сегед | Сегед | Сегед   |
| Месеци                             | яну.  | фев.  | март  | апр.  | май   | юни   | юли   | авг.  | сеп.  | окт.  | ное.  | дек.  | Годишно |
| Средни максимални температури (°C) | 1,7   | 5,1   | 11,2  | 17,1  | 22,3  | 25,3  | 27,4  | 27,0  | 23,4  | 17,6  | 9,5   | 3,8   |         |
| Средни температури (°C)            | −1,8  | 0,9   | 5,6   | 11,1  | 16,2  | 19,2  | 20,8  | 20,2  | 16,5  | 11,0  | 5,1   | 0,6   |         |
| Средни минимални температури (°C)  | −4,8  | −2,5  | 0,9   | 5,5   | 10,3  | 13,4  | 14,4  | 13,9  | 10,4  | 5,6   | 1,7   | −2,1  |         |
| Средни месечни валежи (mm)         | 29    | 25    | 29    | 41    | 51    | 72    | 50    | 57    | 34    | 26    | 41    | 40    |         |
| ---------------------------------- | ----- | ----- | ----- | ----- | ----- | ----- | ----- | ----- | ----- | ----- | ----- | ----- | ------- |
| Източник: Hong Kong Observatory    |       |       |       |       |       |       |       |       |       |       |       |       |         |

## История
Сегед и районът около него са населявани от древни времена. Най-старото запазено известие за града под името „Партискум“ е от Птолемей през II век сл. Хр. Названието Сегед се появява за пръв път през 1183 г., в документ от крал Бела III.
Най-старата запазена сграда в града е кулата „Дьомьотьор“, разположена на централния площад в града пред катедралата „Пресвета Богородица“ (още Оброчната църква) и в съседство с Националния пантеон на героите на Унгария.
По време на монголското нашествие градчето е разрушено от тях, а жителите му избягват в близките блата. Не след дълго се завръщат и възстановяват града. През 14 в. при управлението на крал Лайош I Велики, Сегед става най-значимият град в Южна Унгария, с приближаването на османските войски стратегическата му важност продължава да нараства. При крал Сигизмунд Люксембургски градът разполага с крепостни стени. През 1498 г. получава и статут на независим имперски град.
На 28 септември 1526 г. османците достигат до града и го плячкосват, но успяват да го овладеят едва през 1543 г., като го превръщат в административен център в завладяна Унгария. Главен град е на санджак първо в Будимския пашалък (1543–1596), след това и в Егерския пашалък. Сегед е освободен от османско владичество на 23 октомври 1686 г. и отново получава статут на независим имперски град през 1715 г. От 1719 г. градът има и собствен герб (използван и до днес) даден му от Карл VI, император на Свещената Римска империя.
Сегед е известен като дом на червения пипер (паприката). Червеният пипер се появява в Унгария през втората половина на 16 в. първоначално като декоративно растение. Около 100 години по-късно растението започва да се отглежда и като подправка.
Жителите на Сегед вземат дейно участие и изиграват важна роля в Унгарската революция от 1848-1849. Лайош Кошут произнася прочутата си реч тук. Сегед е и последното седалище на революционното правителство през юли 1849 г. Следват тежки дни за града и първенците му, които са наказани от управляващите Хабсбурги, но скоро отново започва период на разцвет, железопътна линия достига до града (1854 г.), издигнати са нови производствени мощности, развива се търговията.
Днешният облик на старата част на Сегед с красивите здания и широките улици се дължат главно на широкото обновяване на града след голямото наводнение през 1879 г., което помита огромната част от града (само 265 от 5723 домакинства остават незасегнати, а 165 души намират смъртта). Император Франц Йосиф посещава града и обещава, че „Сегед ще бъде по-красив, отколкото обикновено е“ и още на следващата година градът е обновен.
След Първата световна война Унгария губи голяма част от южните си територии разпределени между Румъния и Сърбия, така Сегед се оказва изключително близо до новата граница, което въздейства негативно върху значимостта на града. Коложварският университет (Коложвар е унгарското име на днешния град Клуж-Напока, Румъния) е преместен в Сегед през 1921 г. като Сегедски университет. През 1923 г. Сегед става и епископско седалище, преместено тук от Темесвар (днес град Тимишоара, Румъния). За кратко е овладян от Румънската армия по време на унгарско-румънската война от 1919 г.
Сегед претърпява тежки загуби през Втората световна война, 6000 жители на града са убити, еврейското население е затворено в гета, а после и изпратено в смъртни лагери, Съветската армия отвоюва града през 1944 г. През комунистическата ера градът става център на лека и хранително-вкусова промишленост. През 1965 г. е открит петрол в околностите, които в определен момент успяват да задоволят до 67% петролните нужди на цяла Унгария.
През 1962 г. Сегед става административен център на областта Чонград. Градът се разраства добре, построени са нови жилищни райони, а някои близки села са присъединени.

## Други
Днес Сегед е важен университетски град и харесвана туристическа дестинация.
В града функционира големият мултидисиплинарен Сегедски университет (Szegedi Tudományegyetem).
Празникът на града се празнува ежегодно на 7 август.

## Известни личности
Родени в града
- Вилма Ковач (1883-1940), психоложка
- Вилмош Фойт (р. 1940), семиотик

Починали в града
- Донат Йохан Хайслер фон Хайтерсхайм (1648-1696), офицер

Свързани с града
- Бела Керекярто (1898-1946), математик, преподава в университета през 1935-1938 година